# Rosette Niederer-Kasthofer

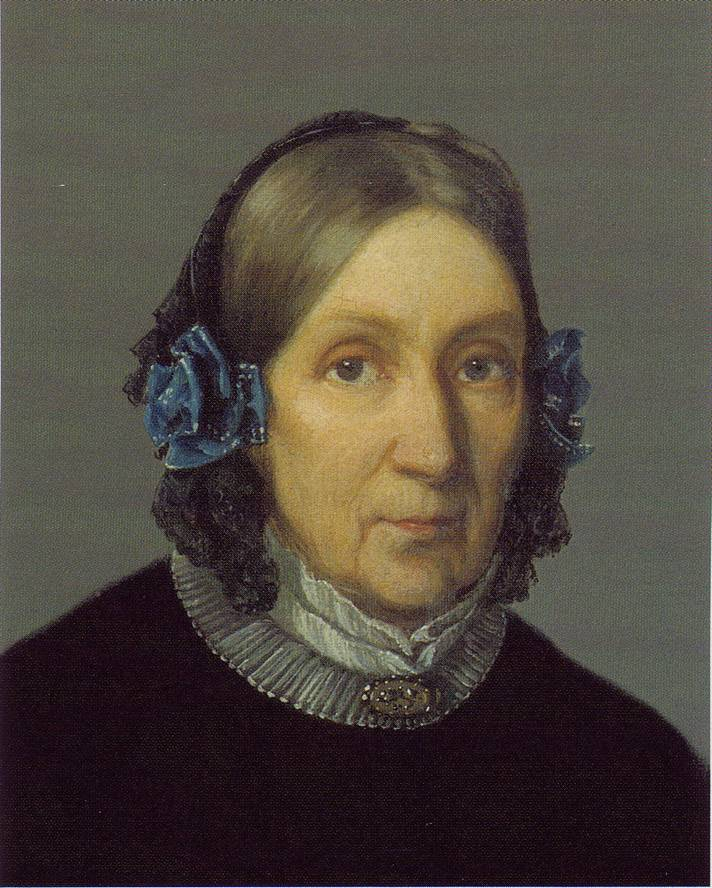
Rosette Niederer-Kasthofer

Rosette Niederer-Kasthofer (* 3. November 1779 in Bern; † 14. August 1857 in Zürich; heimatberechtigt in Bern, ab 1814 in Lutzenberg) war eine Schweizer Pädagogin und Pionierin in der Mädchenerziehung.

## Leben

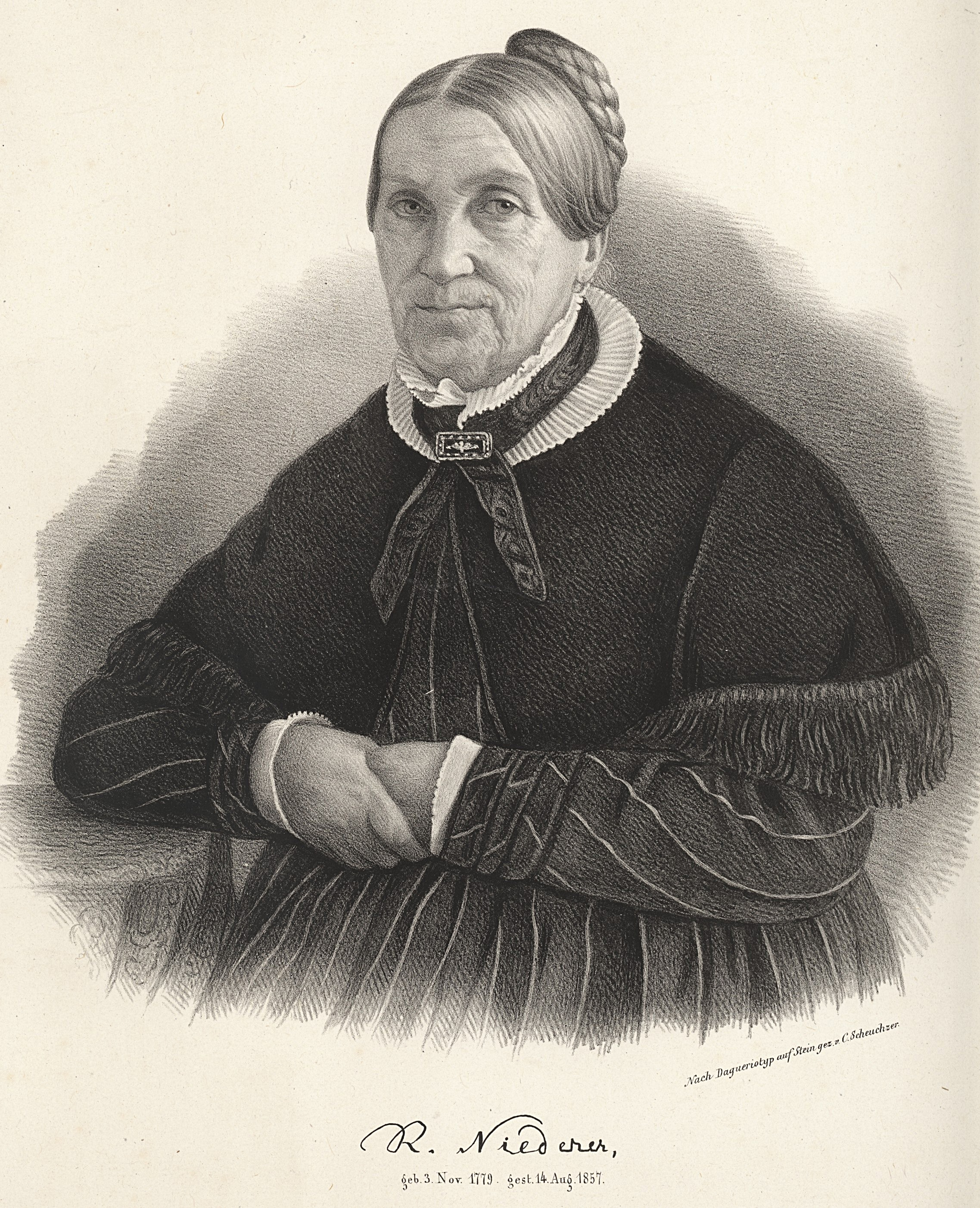
Rosette Niederer-Kasthofer nach 1857

Rosette Niederer-Kasthofer war eine Tochter von Gottlieb Kasthofer, Jurist und Prokurator des Berner Inselspitals, und von Susanne Chaillet von Neuenburg und Murten. Sie arbeitete nach der Schulzeit zunächst im Inselspital. Nachdem Johann Heinrich Pestalozzi sie aufgefordert hatte, das Töchterinstitut in Yverdon zu leiten, übernahm sie schliesslich 1808 diese Aufgabe. Im Jahr 1814 heiratete sie den Theologen Johannes Niederer (1779–1843), einen engen Mitarbeiter Pestalozzis, der seit 1803 an Pestalozzis Erziehungsinstitut tätig war. 1837 erklärte Niederer wegen Differenzen mit Pestalozzi das Töchterinstitut für unabhängig und zog im folgenden Jahr mit dem Institut nach Genf. Auch nach dem Tod ihres Mannes 1843 führte Niederer-Kasthofer das Institut weiter, bis es 1847 verkauft wurde. Ihren Lebensabend verbrachte sie in Zürich.
Sie verfasste neben ihrer beruflichen Tätigkeit die erste umfassende Erziehungslehre für Mädchen in der Schweiz: Blicke in das Wesen der weiblichen Erziehung, erschienen 1828. Niederer war den Aufklärungsideen verpflichtet und sah das Ziel einer idealen Mädchenbildung in einer im tätigen Leben stehenden Frau.

## Zitat
„Wie das Menschengeschlecht die Aufgabe seiner Bildung aus der Hand der Natur nehmen muss, wenn es seine Bestimmung erreichen soll, so muss das weibliche Geschlecht die Aufgabe seiner Bildung aus der Hand der Männer in seine eigene nehmen, um seine Bestimmung zu erreichen.“